# La Figurita
La Figurita és un barri del centre-sud de Montevideo, Uruguai. Limita amb els barris de Reducto i Atahualpa a l'oest, Brazo Oriental al nord, Jacinto Vera a l'est, La Comercial i Villa Muñoz al sud.
En aquest barri es troba l'Hospital Español.